# ツール・ド・フランス1909
ツール・ド・フランス1909は、ツール・ド・フランスとしては7回目の大会。1909年7月5日から8月1日まで、全14ステージ、全行程4488kmで行われた。フランソワ・ファベール（ルクセンブルク）が、フランス国籍選手以外の選手として、初めてツール・ド・フランスを制した。

## 総合成績
| 順位 | 選手名                     | 国籍           | ポイント |
| ---- | -------------------------- | -------------- | -------- |
| 1    | フランソワ・ファベール     | ルクセンブルク | 37       |
| 2    | ギュスタヴ・ガリグー       | フランス       | 57       |
| 3    | ジャン・アラヴォワーヌ     | フランス       | 66       |
| 4    | ポール・デュボック         | フランス       | 70       |
| 5    | シリル・ファンハウワールト | ベルギー       | 92       |
| 6    | エルネス・ポール           | フランス       | 95       |
| 7    | コンスタン・メナジェ       | フランス       | 102      |
| 8    | ルイ・トゥルスリエ         | フランス       | 114      |
| 9    | ウジェーヌ・クリストフ     | フランス       | 139      |
| 10   | アルド・ベッティーニ       | イタリア       | 142      |

### 総合首位者
| 選手名                     | 国籍           | 首位区間 |
| -------------------------- | -------------- | -------- |
| シリル・ファンハウワールト | フランス       | 第1      |
| フランソワ・ファベール     | ルクセンブルク | 第2-最終 |